# Taubenbacher Forst
Der Taubenbacher Forst ist eine Gemarkung im oberpfälzischen Landkreis Amberg-Sulzbach.
Die Gemarkung mit der Nummer 4564 hat eine Fläche von etwa 1352 Hektar und hat je einen Gemarkungsteil in den Gemeinden Ensdorf, Hohenburg und Rieden.

## Geschichte
Der Taubenbacher Forst war ein gemeindefreies Gebiet, früherer Name Taubenbach. Die Fläche zum Gebietsstand 1. Oktober 1966 betrug 1327,21 Hektar.